# Tomoaki Makino
Tomoaki Makino (Hiroshima, Prefectura d'Hiroshima, Japó, 11 de maig de 1987) és un futbolista japonès.

## Selecció japonesa
Tomoaki Makino va disputar 20 partits amb la selecció japonesa.